# Mönchwaldtunnel

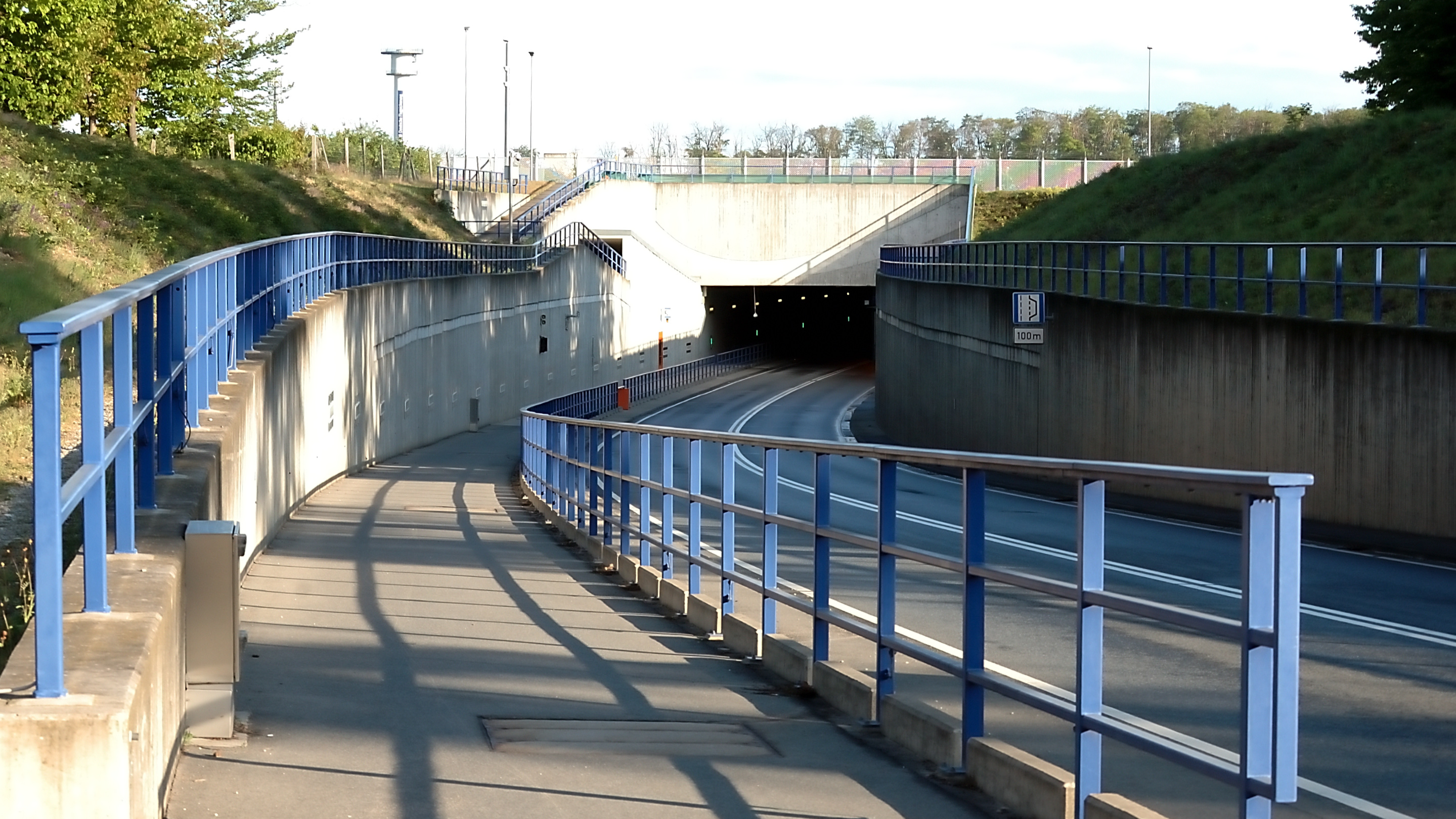
Nordportal

Der Mönchwaldtunnel ist ein 600 Meter langer Straßentunnel bei Kelsterbach im Kreis Groß-Gerau in Hessen.
Das im Jahr 2010 eröffnete, südwestlich von Kelsterbach gelegene Bauwerk ist Teil der Kreisstraße K 152. Diese unterquert im Tunnel unter dem Namen Okrifteler Straße in nord-nordwestlich/süd-südöstlicher Ausrichtung die Landebahn Nordwest (07L/25R) des Frankfurter Flughafens. Der Mönchwaldtunnel hat eine Röhre mit je einer Fahrspur pro Richtung und mit einem Geh- und Radweg.